# Manuel Díez-Alegría
Manuel Díez-Alegría Gutiérrez (Llanes, 25 de julio de 1906-Madrid, 3 de febrero de 1987) fue un militar y diplomático español.

## Biografía
Nació el 25 de julio de 1906 en el barrio asturiano de Buelna, perteneciente al concejo de Llanes.
Era hermano del también militar Luis Díez-Alegría Gutiérrez y del sacerdote Jesuita José María Díez-Alegría Gutiérrez. Hijo de Manuel Díez-Alegría García y de María Gutiérrez de la Gándara.
Estudió en el Colegio de la Inmaculada con la promoción de 1922. Ingresó en la Academia de Ingenieros del Ejército en 1923, graduándose como teniente en 1929. 
Adherido al bando sublevado con el inicio de la Guerra Civil, participó en diversos escenarios bélicos como las campañas del Norte, Aragón, Levante, Ebro y Cataluña.
En 1940 fue nombrado caballero gran cruz de la Orden de San Lázaro de Jerusalén. Estudió derecho e impartió clases en varias academias militares, como la de Ingenieros, de la que fue director. También dirigió la Escuela Superior del Ejército, en 1964.
Encarnaría al grupo de militares del régimen interesados en la modernización y profesionalización del Ejército.
Ascendió a general de división en 1961, y a teniente general en 1967. En febrero de 1968 se le nombró Director del Centro Superior de Estudios de Defensa Nacional (CESEDEN). 
En julio de 1970 es designado Jefe del Alto Estado Mayor, siendo destituido tras una polémica entrevista en Bucarest (Rumanía) con el también asturiano, Secretario General del Partido Comunista de España, Santiago Carrillo. Esta presunta entrevista fue negada por el propio Santiago Carrillo en la serie de televisión española La Transición dirigida por Victoria Prego.[cita requerida]
Diplomado de Estado Mayor, ejerció diversos cargos en el extranjero, como la agregaduría militar de la Embajada de España en Brasil. Posteriormente llegó a ser embajador de España en El Cairo (Egipto) entre 1976 y 1978.
Fue miembro de número de la Real Academia de Ciencias Morales y Políticas, en la que pronunció su discurso de ingreso el 5 de marzo de 1968 bajo el nombre de Defensa y Sociedad y también de la Real Academia Española, en la que ingresó el 20 de enero de 1980, con la lectura de Efímero esplendor. La escuela literaria militar de la Gloriosa y la Restauración.
Procurador en las Cortes franquistas entre 1970 y 1977.
Falleció en la Policlínica Naval de la madrileña calle de Arturo Soria el 3 de febrero de 1987.

## Obras
- — (1968). Defensa y sociedad: un enfoque actual del problema externo de los ejércitos. Madrid: Real Academia de Ciencias Morales y Políticas.
- — (1972). Ejército y Sociedad. Madrid: Alianza Editorial.[11]
- — (1980). Efímero esplendor. La escuela literaria militar de la Gloriosa y la Restauración. Madrid: Real Academia Española.

## Condecoraciones
- Gran Cruz de la Real y Militar Orden de San Hermenegildo (1961)[12]
- Gran Cruz (con distintivo blanco) de la Orden del Mérito Militar (1964)[13]
- Gran Cruz (con distintivo blanco) del Mérito Naval (1968)[14]
- Gran Cruz de la Orden Imperial del Yugo y las Flechas (1969)[15]
- Gran Cruz de la Orden de Isabel la Católica (1970)[16]
- Gran Cruz de la Orden Civil de Alfonso X el Sabio (1971)[17]
- Gran Cruz de la Orden del Mérito Civil (1977)[18]